# Clique du Yunnan
 (mai 2017).
Si vous disposez d'ouvrages ou d'articles de référence ou si vous connaissez des sites web de qualité traitant du thème abordé ici, merci de compléter l'article en donnant les références utiles à sa vérifiabilité et en les liant à la section « Notes et références ».
La Clique du Yunnan (chinois : 滇系 ; pinyin : Diān XìDiān Xì) a été l'une des nombreuses factions militaires qui se sont séparées du gouvernement de Beiyang lors de la période des Seigneurs de la guerre chinois. Il a pour cœur la province de Yunnan.
Cai E est considéré comme le fondateur de la clique. En 1915, à la demande de Liang Qichao, il se souleva et proclama la province du Yunnan indépendante afin de combattre la tentative de restauration monarchique voulue par Yuan Shikai. Dirigeant la guerre de protection de la nation, Cai E mourut rapidement de causes naturelles peu de temps après sa victoire. 
C'est alors son principal lieutenant, Tang Jiyao, lui succéda sans difficultés. Il exigea que l'Assemblée Nationale chinoise soit restaurée. Lorsque cela fut fait, le Yunnan accepta officiellement de réintégrer la Chine et reconnut le gouvernement central de Beiyang. Toutefois, Tang Jiyao conserva sa propre armée provinciale du Yunnan, gage de son pouvoir et de son autonomie politique face à une armée de Beiyang inféodée à Pékin. 

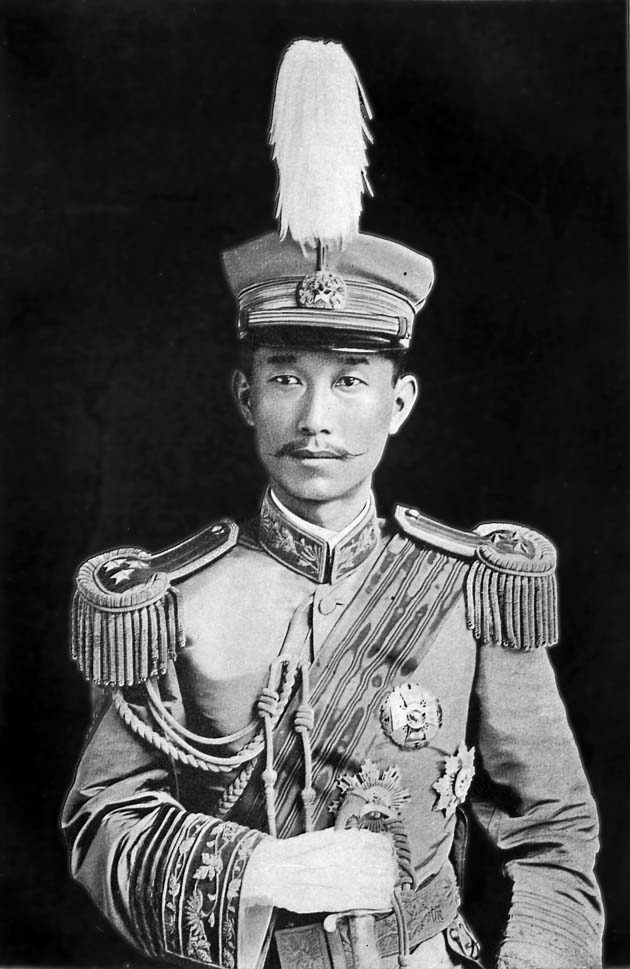
Cai E

Après l'échec de la restauration impériale mandchou, le gouvernement centrale de Beiyang fut rapidement dominée par les diverses cliques des seigneurs de la guerre chinoises. Et la clique du Yunnan rallia plusieurs autres cliques méridionales afin de former un autre gouvernement rival à Canton dans le cadre du Mouvement de protection de la constitution. Tang Jiyao fut naturellement choisi comme l'un des sept cadres dirigeants du comité exécutif de ce nouveau gouvernement. Mais au sein du comité, il y avait une lutte de pouvoir entre Sun Yat-sen et l'ancienne clique du Guangxi. Tang Jiyao soutint Sun Yat-sen et l'aida à purger du comité la clique du Guangxi. En 1921, il est cependant à son tour évincé par Gu Pinzhen qui prend alors le contrôle total de la clique du Yunnan. Sun Yatsen reconnaîtra alors le coup d'état. Mais dès l'année suivante, l'armée du Yunnan se rebelle contre Gu Pinzhen et rallie Tang Jiyao qui recouvre alors le pouvoir. En 1922, lors de la trahison de Chen Jiongming, Tang Jiyao préfère soutenir Sun Yat-sen. Il aide ainsi le Kuomintang à reprend Guangzhou en 1923 et force Chen Jiongming à fuir à Huizhou dans l'est du Guangdong. Cette alliance avec le Kuomintang durera jusqu'à la mort de Sun Yat-sen en 1925. S'ouvre alors une lutte de pouvoir pour lui succéder et contrôler le Kuomintang. Tang Jiyao se pose en héritier légitime de Sun Yat-sen et tente de forcer les choses en marchant sur Guangzhou dans une tentative de renverser Hu Hanmin et de prendre lui-même le contrôle du Kuomintang. Cela déclenchera alors la guerre Yunnan-Guangxi où les forces du Yunnan seront stoppées par Li Zongren. Vaincu, Tang Jiyao s'enfuit et rejoint par la suite Chen Jiongming pour former le Parti chinois de l'intérêt public. 

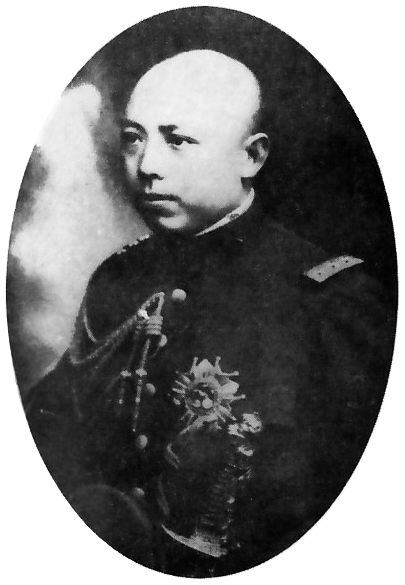
Tang Jiyao

En 1927, Long Yun parviendra à reprendre le contrôle de la clique avec l'aide de Hu Ruoyu. La mort de Tang Jiyao quelques mois plus tard lui laissera opportunément les mains libres. Long Yun scelle avec le Kuomintang et le gouvernement de Nanjing une nouvelle alliance dans laquelle il reconnaît sa souveraineté mais conserve l'autonomie complète de la province du Yunnan. Toutefois, Long Yun fut très critique envers la politique martiale et despotique de Tchang Kaï-shek et, après la fin de la Seconde Guerre Sino-Japonaise, il fut finalement démis de ses fonctions. Le Yunnan rentrant définitivement dans le giron de la Chine.

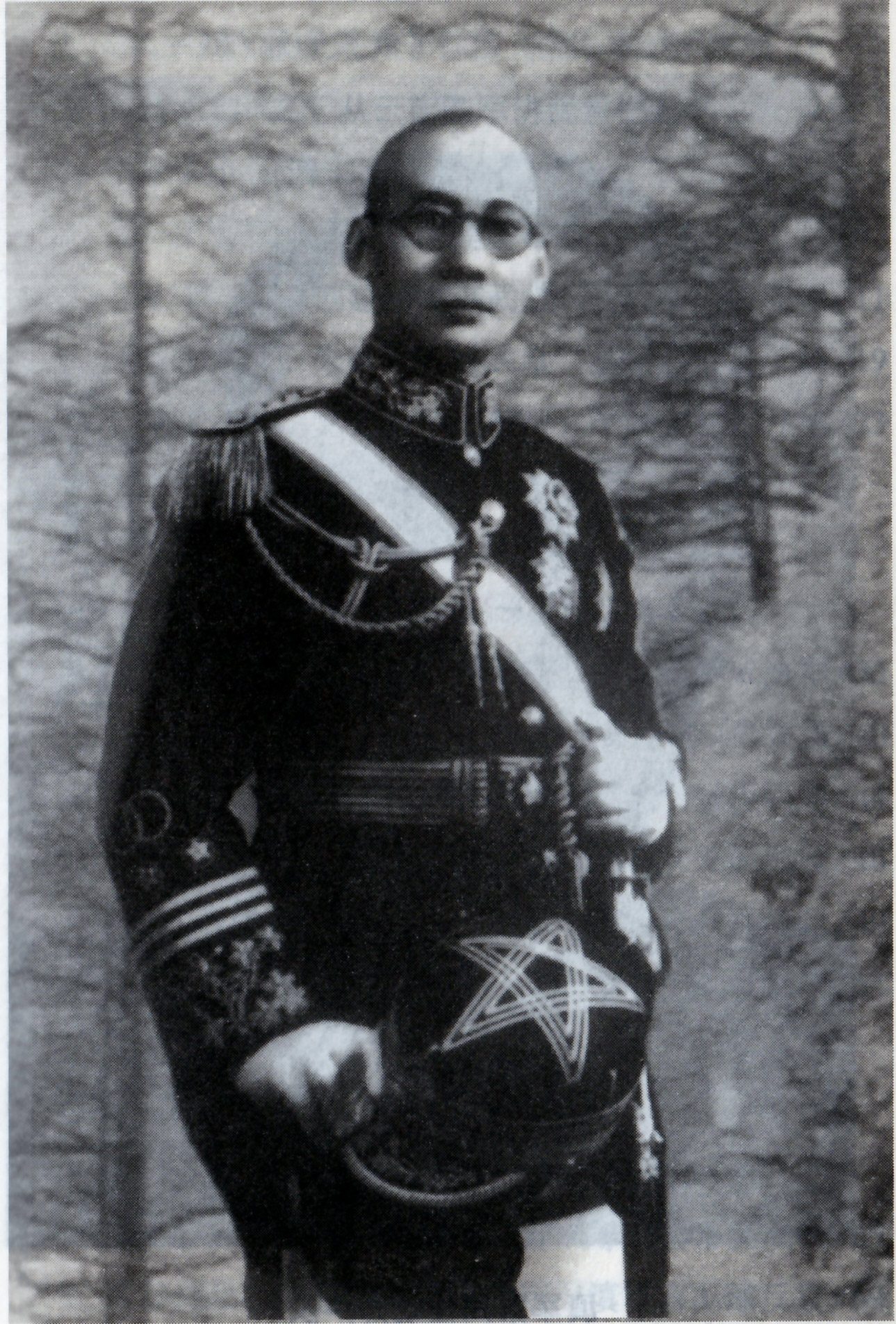
Long Yun